# Casper van Uden
Casper van Uden (* 22. července 2001) je nizozemský profesionální silniční cyklista jezdící za UCI WorldTeam Team dsm–firmenich PostNL.

## Hlavní výsledky
2018
vítěz Rund um Düren
3. místo Tour du Condroz
4. místo La Philippe Gilbert Juniors
Národní šampionát
5. místo silniční závod juniorů
5. místo Bernaudeau Junior
10. místo EPZ Omloop van Borsele
2019
vítěz Kuurne–Brusel–Kuurne Juniors
Course de la Paix Juniors
 vítěz bodovací soutěže
Vuelta Ribera del Duero
2. místo celkově
vítěz etap 1 a 4
Národní šampionát
3. místo časovka juniorů
3. místo Johan Museeuw Classic
Keizer der Juniores
6. místo celkově
Mistrovství Evropy
8. místo silniční závod juniorů
8. místo La Route des Géants
Ster van Zuid-Limburg
10. místo celkově
vítěz 1. etapy
2020
Ronde de l'Isard
vítěz etapy 2b (TTT)
2021
vítěz Ronde van de Achterhoek
Tour de l'Avenir
vítěz 2. etapy (TTT)
2. místo Paříž–Tours Espoirs
Národní šampionát
3. místo silniční závod do 23 let
Course de Solidarność et des Champions Olympiques
3. místo celkově
vítěz etap 3 a 5
Orlen Nations Grand Prix
9. místo celkově
2022
Tour de l'Avenir
 vítěz bodovací soutěže
vítěz prologu (TTT) a 2. etapy
Tour de Bretagne
vítěz 4. etapy
4. místo Scheldeprijs
4. místo Grand Prix de la Somme
Tour de Normandie
5. místo celkově
vítěz etap 2 a 4
8. místo Münsterland Giro
2023
3. místo Milán–Turín
6. místo Omloop van het Houtland
9. místo Ronde van Drenthe
2024
AlUla Tour
vítěz 1. etapy